# Leioproctus persooniae
Leioproctus persooniae is een vliesvleugelig insect uit de familie Colletidae. De wetenschappelijke naam van de soort is voor het eerst geldig gepubliceerd in 1950 door Rayment.